# دی فتیالون
دی فتیالون (به انگلیسی: Difethialone) با فرمول شیمیایی C31H23BrO2S یک ترکیب شیمیایی با شناسه پاب‌کم ۹۹۵ است. که جرم مولی آن ۵۳۹٫۴۸۲۱۲ گرم بر مول می‌باشد.